# Hochtaunuskreis
Hochtaunuskreis je okrug u njemačkoj pokrajini Hessen. Po popisu iz 2008. 225.737 stanovnika živi u okrugu površine 402,03 km².

## Gradovi i općine u okrugu
| Gradovi | Općine                                                              |
| --- | ------------------------------------------------------------------- |
| 1. Bad Homburg v. d. Höhe 2. Oberursel (Taunus) 3. Friedrichsdorf 4. Kronberg im Taunus 5. Königstein im Taunus 6. Neu-Anspach 7. Usingen 8. Steinbach (Taunus) | 1. Wehrheim 2. Schmitten 3. Weilrod 4. Glashütten 5. Grävenwiesbach |

## Vanjske poveznice
- Službena stranica (njem.)